# Andrzej Szarski
Andrzej Adam Szarski (ur. 28 sierpnia 1899 w Wiedniu, zm. 20 października 1972 w Tustin) – major artylerii Polskich Siłach Zbrojnych, kawaler Orderu Virtuti Militari, prawnik i bankowiec.

## Życiorys
Był synem Marcina, ekonomisty i senatora II Rzeczypospolitej, i Olgi z Budwińskich. Był bratem Kazimierza, zoologa, profesora i rektora Uniwersytetu Wrocławskiego. Jego stryj Henryk, był dziadem Henryka, Jacka i Jana. Uczył się w szkołach średnich w Wiedniu i Lwowie, zdał maturę w Krakowie. 
Podczas I wojny światowej, w latach 1917–1918, służył w c. i k. armii na froncie włoskim. U kresu wojny w listopadzie 1918 uczestniczył w obronie Lwowa, najpierw służąc na odcinku szkoła kadecka, na odcinku Wulka, później w baterii IV artylerii. W Wojsku Polskim służył do 1921. Był żołnierzem 3 baterii 5 Pułku Artylerii Polowej. Został awansowany na stopień porucznika rezerwy artylerii ze starszeństwem z dniem 1 czerwca 1919. W 1923 był oficerem rezerwowym 5 Pułku Artylerii Polowej we Lwowie. W 1934 był oficerem rezerwowym 26 Pułku Artylerii Lekkiej w Skierniewicach. Na stopień kapitana został mianowany ze starszeństwem z 19 marca 1939 i 53. lokatą w korpusie oficerów rezerwy artylerii.
W okresie międzywojennym ukończył studia na Wydziale Prawa Uniwersytetu Jana Kazimierza we Lwowie i uzyskał stopień doktora praw. Był dyrektorem Powszechnego Banku Związkowego w Warszawie i sędzią Sądu Okręgowego w Warszawie. Był również członkiem korespondentem Izby Przemysłowo-Handlowej, członkiem Rady Naukowej Instytutu Organizacji i Kierowania i członkiem zarządu Izby Handlowej Polsko-Belgijskiej.
W okresie II wojny światowej walczył w randze majora w Polskich Siłach Zbrojnych. Służył również jako oficer wywiadu w brytyjskim wywiadzie. Do końca życia był majorem rezerwy.
Po wojnie zamieszkał w Stanach Zjednoczonych. Zmarł po długiej chorobie 20 lub 28 października 1972 w Tustin.
Andrzej Szarski był dwukrotnie żonaty. Po raz pierwszy z Zofią Pająk (1896–1973), a następnie od 23 czerwca 1935 z Ireną Horn (1901–1972). Miał córkę Zofię.

## Ordery i odznaczenia
- Krzyż Srebrny Orderu Virtuti Militari nr 5767
- Krzyż Walecznych
- Medal Niepodległości (22 kwietnia 1938)[10]
- Medal Pamiątkowy za Wojnę 1918–1921
- Medal Dziesięciolecia Odzyskanej Niepodległości